# The Fort
The Fort est un restaurant américain à Morrison, dans le comté de Jefferson, au Colorado. Construit en 1963 dans le style Pueblo Revival, le bâtiment qui lui sert de cadre est inscrit au Registre national des lieux historiques depuis le 14 juillet 2006.